# Félix Córdova Dávila
Félix Córdova Dávila   (Vega Baja, 20 de novembre de 1878 - San Juan, 3 de desembre de 1938) va ser un polític i jutge porto-riqueny que va ocupar els càrrecs de segon Comissionat Resident de Puerto Rico en la Cambra de Representants dels Estats Units i després jutge del Tribunal Suprem de Puerto Rico.
Fill de Lope Córdova y Thibault i de Maria Concepción Dávila Dávila, després de quedar orfe, es va traslladar a Jayuya on es va criar sota la tutela d'un cosí, el metge Gonzalo Dávila. Va completar l'escola secundària a Manatí i després es va traslladar a Washington, D. C. on es va graduar a l'Escola de Dret de la Universitat George Washington. Va començar a exercir l'advocacia el 1903 a San Juan.
Va ser designat pel governador William Henry Hunt com a jutge del tribunal municipal de Caguas el 1904 i després va exercir com a jutge del tribunal municipal de Manatí de 1904 fins a 1908. Va exercir com a fiscal del districte d'Aguadilla el 1908, com a jutge del tribunal de districte de Guayama de 1908 a 1910; jutge del tribunal de districte d'Arecibo de 1910 a 1911; i jutge del tribunal de districte de San Juan de 1911 fins a 1917. El 1912, juntament amb altres, va fundar l'Escola de Dret de l'Ateneu Porto-riqueny, la qual oferia classes gratuïtes. Més endavant, aquesta escola es va convertir en l'Escola de Dret de la Universitat de Puerto Rico.
El 16 de juliol de 1917, va ser triat candidat del Partit Unió de Puerto Rico per servir com Comissionat Resident de Puerto Rico als Estats Units, succeint a Luis Muñoz Rivera, qui havia mort el mes de novembre anterior i qui el va recomanar com a seu successor. Córdova Dávila va ser reelegit per quatre anys com Comissionat Resident el 1920, 1924 i 1928. Durant el seu càrrec, va intentar esmenar la Llei Foraker per donar un major autogovern a l'illa i permetre a la població establir la seva pròpia constitució i triar el seu propi governador mitjançant el sufragi universal. Aquestes propostes van fracassar a causa de l'oposició del llavors Secretari de Guerra dels Estats Units, John Wingate Weeks. El 1926, va abandonar el Partit Unió per oposar-se a l'aliança amb el Partit Republicà de Puerto Rico.
L'11 d'abril de 1932 va renunciar com a Comissionat Resident després d'haver estat nomenat pel President Herbert Hoover com a Jutge Associat del Tribunal Suprem de Puerto Rico. Va ocupar aquest càrrec fins al 31 de març de 1938 quan es va retirar de la cort a causa d'un càncer de pròstata. Va morir a Condado, Santurce, San Juan, el 3 de desembre de 1938.